# Mycetobia morula
Mycetobia morula är en tvåvingeart som beskrevs av Boris Mamaev 1987. Mycetobia morula ingår i släktet Mycetobia och familjen fönstermyggor. Inga underarter finns listade i Catalogue of Life.